# Оношенко Сергій Петрович
Сергій Петрович Оношенко (1983—2022) — солдат Національної гвардії України, учасник російсько-української війни, який загинув під час російського вторгнення в Україну.

## Життєпис
Народився 1983 року. Мешкав у м. Городище Черкаської області.
Під час російського вторгнення в Україну в 2022 році був солдатом, старшим оператором групи зв'язку та телекомунікацій взводу пересувних засобів зв'язку вузла 2 категорії.
12.03.2022, під час виконання бойового завдання поблизу населеного пункту Гута-Межигірська Київської обл. в ході бою зник. Рахувався зниклим безвісти. 21.03.2022 знайдено без ознак життя. 25.03.2022 похований на кладовищі смт Городище Черкаської області.

## Нагороди
- орден «За мужність» III ступеня (2022) — за особисту мужність і самовіддані дії, виявлені у захисті державного суверенітету та територіальної цілісності України, вірність військовій присязі.[3]